# 公平圩镇
公平圩镇，是中华人民共和国湖南省衡陽市耒阳市下辖的一个乡镇级行政单位。

## 行政区划
公平圩镇下辖以下地区：
公平社区、鲁碑村、群丰村、小泉村、楼前村、新华村、易兰村、洲泉村、暮冲村、合意村、白鹭村、农科村、桐树村、横冲村、云山村、公平村、鲁塘村、石湾村、横岭村、严丰村、大路村、光华村、花萼村、新山村、南禾村和泉沙村。

## 交通
- 京广铁路：公平圩站